# Adelperga
Adelperga (også Adelberga; 8. århundrede) var en langobardisk prinsesse, datter af kong Desiderius og hans kone Ansa.
Desiderius arrangerede et strategisk ægteskab mellem hans datter Adelperga og Beneventos hertug
Arechis, for at sikrer hans magtposition i Italien. Sammen fik de fem børn, to sønner og tre døtre:
- Romoald (august 786/787)
- Grimoaldo (765-787)
- Gisifum
- Theoderadam
- Adelchisam

Adelperga blev undervist af den langobardiske krønikeskriver Paulus Diaconus. Senere i livet boede han i Arechis hof, hvor han på hendes opfordring forfattede han en fortsættelse af Eutropius. Hans historiebog om Det romerske imperiums historie (Historia Romana) dedikerede han til Adelperga.
Efter Desiderius og langobardernes nedlerlag til Karl den Store blev Adelpergas søster og Karls tidligere kone Desiderata (Gerperga) og Adelpergas forældre forvist til Frankerriget hvor de blev indespærret i klostre. Adelperga og hendes anden søster Liutperga slap i denne omgang for samme straf, og gik i stedet i gang med en kamp for at få genoprettet det longobardiske kongerige og tage hæve over Karl den Store. Liutperga bragte ødelæggelse over hendes selv og hendes familie ved at opfordre hende mand hertugen af Bayern Tassilo, til at gøre oprør mod Karl den Store – som var dennes fætter. Karl opdagede Tassilos planer, konfiskerede hans godser og lod Tassilo, Liutperga og deres børn indespærre i kloster.
Adelperga havde mere held med sit foretagne; hendes mand, Arechis, modsatte sig for en tid Karl den Store, indtil han og Karl i 787 blev enig om at forhandle fred. Men på opfordring af Adelperga og det Østromerske Kejserdømme, afslog Arechis alligevel fredsslutningen, som ville have involveret at Arechis skulle overdrage en del af hans hertugdømme til Pavestaten. Da han døde den 26. august 787 fortsatte Adelperga hans politik, og støttede sin bror Adalgis, som i lang tid levede i landflygtighed ved det Østromerske hof i Konstantinopel. Da Adalgis senere returnerede til det sydlige Italien med en byzantinsk hær, valgte Adelpergas søn Grimoald – hertugdømmets rette arving, der sammen med hans bror havde været sendt til Karl den Store som gidsler – side til fordel for Karl og mod sin onkel og sin mor Adelpergas bror. Grimoald besejrede Grimoald i en overvældende sejr i 788, men forbrød sig alligevel senere 792 mod Karl den Store, og de tos forhold forblev anstrengt.